# Neodiplorchis scaphiopi
Neodiplorchis scaphiopi är en plattmaskart. Neodiplorchis scaphiopi ingår i släktet Neodiplorchis och familjen Polystomatidae. Inga underarter finns listade i Catalogue of Life.